# Forces armées arabes syriennes
Pour les forces armées de la Syrie depuis 2025, voir Forces armées syriennes.
 (février 2025).
Améliorez-le ou discutez des points à vérifier. 
Les Forces armées arabes syriennes étaient l'armée de la Syrie sous le régime baasiste. Elles étaient constituées de l'armée arabe syrienne, la marine syrienne, l'armée de l'air syrienne et la défense aérienne syrienne.
Après l'indépendance en 1946, l'armée syrienne a joué un rôle majeur dans la gouvernance de la Syrie, organisant huit coups d'État militaires : trois en 1949, dont le coup d'État syrien de mars, le coup d'État d'août, et celui de décembre, et un chacun en 1951, 1954, 1963, 1966 et 1970. Sur le plan interne, elle joua un rôle majeur dans la répression du soulèvement islamiste de 1979-1982 en Syrie et, de 2011 à 2024, elle fut fortement engagée dans la guerre civile syrienne, la guerre la plus violente et la plus longue à laquelle l'armée syrienne ait participé depuis sa création dans les années 1940.
Elle a mené quatre guerres avec Israël (la guerre israélo-arabe de 1948-1949, la guerre des Six Jours en 1967, la guerre du Kippour de 1973 et la guerre du Liban de 1982) et une avec la Jordanie (« Septembre noir » en Jordanie, 1970). De 1976 à 2005, l'armée fut le principal pilier de l' occupation syrienne du Liban.
L'armée avait recours à la conscription. Les hommes servaient dès l'âge de 18 ans, mais étaient exemptés du service s'ils n'avaient pas de frère capable de subvenir aux besoins de leurs parents. Les femmes étaient exemptées de la conscription.
À la suite de l'offensive rebelle de 2024, le régime de Bachar el-Assad fut renversé, et l'armée arabe syrienne dissoute.

## Histoire militaire

### XXesiècle

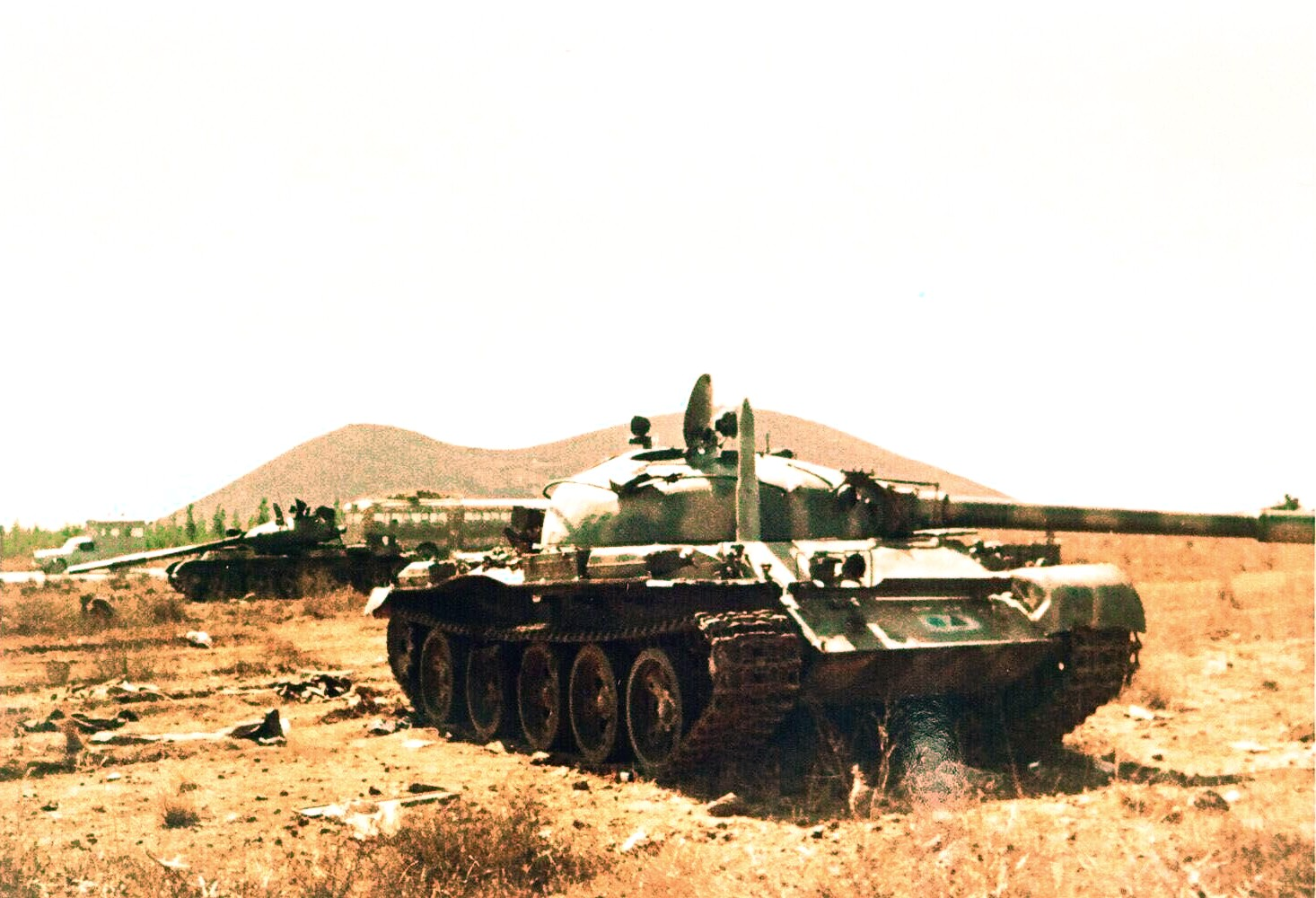
T-62 syriens hors de combat sur les hauteurs du Golan lors de la guerre du Kippour

De 1948 à 1990, la Syrie fut en conflit quasi permanent avec Israël dans le cadre du contexte du conflit israélo-arabe.
L'armée syrienne, avec d'autres armées arabes, participa à la guerre israélo-arabe de 1948-1949. Malgré les 20 000 hommes déployés, elle fut repoussée par des contre-attaques efficaces de l'armée du futur État hébreu.
En 1963, le Comité militaire du commandement régional syrien du parti arabe socialiste Baas passa la majeure partie de son temps à planifier la prise du pouvoir par un coup d'État militaire conventionnel. Dès le début, le Comité militaire savait qu'il devait capturer al-Kiswah et Qatana, deux camps militaires, et prendre le contrôle de la 70e brigade blindée à al-Kiswah, de l'académie militaire de la ville de Homs et de la station de radio de Damas. Bien que les conspirateurs du Comité militaire soient tous jeunes, leur objectif n'était pas hors de portée ; le régime en place s'était lentement désintégré et l'élite traditionnelle avait perdu le pouvoir politique effectif sur le pays. Un petit groupe d'officiers militaires, dont Hafez al-Assad, prit le contrôle lors du coup d'État syrien de mars 1963 . Après le coup d'État, le général Amin al-Hafiz a limogé de nombreux officiers sunnites de haut rang, « offrant ainsi, selon Stratfor, des postes militaires de haut rang à des centaines d'Alaouites entre 1963 et 1965, au motif de leur opposition à l'unité arabe. Cette mesure a fait pencher la balance en faveur des officiers alaouites qui ont organisé un coup d'État en 1966 et, pour la première fois, placé Damas entre les mains des Alaouites ».
Durant la guerre des Six Jours en 1967, l'armée syrienne est bombardée par les forces aériennes et terrestres de Tsahal. Elle est évincée en une journée du plateau du Golan qu’Israël occupe encore aujourd’hui.
En dépit de ses échecs militaires, les services secrets de l'armée fournisse un appui logistique à l'OLP dans l’événement du Septembre noir.
Durant la guerre du Kippour en 1973, l'armée syrienne attaque Israël avec 30 000 hommes. Tsahal qui a dû transférer une grande partie de ses forces dans le Sinaï pour contrer l’offensive égyptienne, a les plus grandes peines à contenir l'assaut. Elle parvient enfin à repousser l'armée syrienne avec de lourdes pertes.
La guerre du Liban qui fait rage depuis plusieurs années amène la Ligue arabe à décider d'une intervention armée. Une force arabe de dissuasion (FAD) est créée en 1976 avec l'appui de 25 000 soldats syriens et envoyée sur place. En 1979, les effectifs de l'armée passent à 40 000 hommes, le retrait des autres pays de la coalition fait passer la FAD sous contrôle syrien exclusif. L’invasion israélienne en 1982 aboutit à la dissolution de la force arabe par les autorités libanaises en 1983. L'armée syrienne participe alors directement au conflit inter religieux que connaît le pays, en appui des milices chiites.
L'accord de Taef, négocié par l'ensemble des belligérants de conflit met fin à la guerre civile. Le Liban, complètement ruiné passe alors de facto sous contrôle syrien.
Le corps expéditionnaire syrien durant la deuxième guerre du Golfe envoyé pour libérer le Koweït entre 1990 et 1991 compta 21 000 hommes et s'acquitta avec succès de sa mission.
L'assassinat de Rafiq Hariri en 2005, attribué à la Syrie, met le président Bachar el-Assad dans une position difficile, et le contraint a évacuer prématurément les 14 000 soldats restants, mettant fin à près de 30 ans d'occupation syrienne du Liban.

### Occupation du Liban (1982–2005)
Les forces syriennes, encore techniquement connues sous le nom de Force de dissuasion arabe, sont restées au Liban tout au long de la guerre civile libanaise (1975-1990). Finalement, les Syriens ont pris le contrôle de la majeure partie du pays dans le cadre d'une lutte de pouvoir avec Israël, qui avait occupé des zones du sud du Liban en 1978. En 1985, Israël a commencé à se retirer du Liban, en raison de l'opposition intérieure à Israël et de la pression internationale. Au lendemain de ce retrait, la guerre des camps a éclaté, la Syrie combattant ses anciens alliés palestiniens. Après la fin de la guerre civile libanaise en 1990, l' occupation syrienne du Liban s'est poursuivie jusqu'à ce que les Syriens soient également contraints de partir par de larges protestations publiques et la pression internationale. Environ 20 000 soldats syriens ont été déployés au Liban jusqu'au 27 avril 2005, date à laquelle les derniers soldats syriens ont quitté le pays. Les forces syriennes ont été accusées d'être impliquées dans le meurtre de Rafiq al-Hariri, ainsi que d'intervenir continuellement dans les affaires libanaises, et une enquête internationale sur le meurtre de Hariri et sur plusieurs attentats à la bombe qui ont suivi a été lancée par l'ONU.

### Autres engagements
Depuis 1979, les engagements comprenaient l'insurrection des Frères musulmans (1979-1982), notamment le massacre de Hama, la guerre du Liban de 1982 (contre Israël) et l'envoi de la 9e division blindée en Arabie saoudite en 1990-1991, avant la guerre du Golfe contre l'Irak. La 9e division blindée servait de réserve au Commandement des forces interarmées arabes du Nord et participait peu aux combats. La force syrienne comptait environ 20 000 hommes (le sixième contingent le plus important) et son engagement était justifié sur le plan national par la défense de l'Arabie saoudite. L'engagement initial de la Syrie dans l'opération Bouclier du désert s'est également poursuivi dans l' opération alliée Tempête du désert, les forces syriennes ayant contribué à déloger et à chasser les forces irakiennes de Koweït . Les pertes totales subies s'élevaient à deux morts et un blessé. Certains éléments indiquaient que le gouvernement syrien était prêt à doubler ses effectifs pour les porter à 40 000 hommes.

### Guerre civile syrienne
Au début du soulèvement syrien en mars 2011, seules les forces de l'ordre et les milices étaient engagées dans la répression. Mais, constatant le débordement progressif des forces de sécurité par la masse des manifestants, le gouvernement décide alors à partir d'avril 2011 de faire intervenir l'armée dans la répression du soulèvement. Toutefois, cette décision allait se révéler lourde de conséquences car si les milices sont extrêmement loyales au gouvernement, tel n'est pas le cas de la plupart des soldats qui ont la même origine ethnique et sociale que les manifestants.
Aussi, de nombreux soldats, principalement sunnites, refusent de plus en plus les ordres d'ouvrir le feu sur les manifestants, majoritairement sunnites eux-aussi et désertent en grand nombre au fur et à mesure que le conflit s'éternise. Si certains d'entre eux ont fui le pays avec leur famille, la plupart des déserteurs ont commencé à se rassembler afin de mieux se défendre contre les forces régulières. Certains officiers, dont le colonel Riad al-Asaad, ont notamment décider de créer, le 29 juillet 2012, une faction armée pour combattre l'armée gouvernementale, l'Armée Syrienne Libre. Équipés exclusivement d'armes légères au début du conflit, ils commencent à acquérir de l'armement lourd pris à l'armée régulièrement et reçoivent un soutien international plus important.
Depuis le début de la guerre civile syrienne, la majorité des abus ont été commis par les forces du gouvernement syrien, et les enquêtes de l'ONU ont conclu que les abus du gouvernement étaient les plus graves en termes de gravité et d'ampleur,. Les branches des forces armées syriennes qui ont commis des crimes de guerre comprennent au moins l'Armée arabe syrienne,, l'Armée de l'air syrienne et les renseignements militaires syriens. Cependant, les autorités syriennes ont nié ces accusations et ont affirmé que des groupes armés irréguliers bénéficiant d'un soutien étranger sont derrière les atrocités, y compris les insurgés liés à Al-Qaïda,,,.
En mars 2012, le gouvernement syrien a imposé de nouvelles restrictions de voyage aux hommes en âge de servir dans l'armée. Selon les médias syriens locaux, ces nouvelles restrictions interdisaient à tous les hommes âgés de 18 à 42 ans de voyager à l'étranger. Dans une interview accordée fin juin 2012 à Asharq Al-Awsat, de l'ASL, il a affirmé que Riad al-Asaad avait déclaré qu'environ 20 à 30 officiers syriens faisaient défection en Turquie chaque jour.
Le 18 juillet 2012, le ministre syrien de la Défense Dawoud Rajha, l'ancien ministre de la Défense Hasan Turkmani et le beau-frère du président, le général Assef Shawkat, sont tués dans un attentat à la bombe à Damas. Le chef des renseignements syriens Hisham Bekhityar et le chef de la 4e division de l'armée Maher Al Assad – frère du président Assad – sont également blessés dans l'explosion.
Des sources russes ont avancé des estimations plus élevées. En 2011, on comptait 300 000 réservistes, en plus des forces régulières. En 2014, Gazeta.ru a rapporté que l'armée régulière était passée de 325 000 à 150 000 en raison de « la mortalité, des désertions et des déviations », mais que cela était complété par 60 000 gardes républicains et 50 000 milices kurdes. En 2015, LifeNews a toujours rapporté les mêmes chiffres.
Malgré une réduction de près de moitié depuis le début de la guerre civile en 2011 jusqu'en 2014, les forces armées sont devenues beaucoup plus flexibles et compétentes, en particulier dans la lutte contre la guérilla. Leur modus operandi est passé des forces militaires conventionnelles traditionnelles de modèle soviétique à une force de groupes plus petits combattant dans des combats de guérilla rapprochés avec un rôle croissant pour les officiers subalternes.
Dès le mois de juin 2011, des défections sont signalées. En juillet 2012, l'Observatoire syrien des droits de l'homme estimait que des dizaines de milliers de soldats avaient déserté. Selon des experts occidentaux, ces défections, bien que dommageables pour le moral, n'avaient pas altéré la force de frappe de l'armée syrienne, la plupart des déserteurs étant issus de la communauté sunnite, dont les membres n'ont jamais occupé de poste de responsabilité dans le dispositif. En mars 2013, selon l'International Institute for Strategic Studies de Londres, l'effectif régulier de l'Armée de terre syrienne était tombé à 110 000, en raison des défections, des désertions et des victimes. Le gouvernement ne peut alors réellement compter que sur les contingents alaouites : les Forces spéciales, la Garde républicaine et deux divisions d'élite (3e et 4e divisions), soit 50 000 hommes au total. De son côté, The Institute for the Study of War estime dans un rapport publié le 15 décembre 2014, que les forces de l'armée syrienne sont passées de 325 000 hommes au début du conflit à 150 000 hommes au début de l'année 2015.
Dès 2013, l'armée syrienne est affaiblie par de très lourdes pertes. Les unités d'élite sont décimées et des troupes sunnites sont maintenues en garnison dans les casernes de peur qu'elles ne passent à la rébellion. Les officiers se muent en seigneurs de guerre vivant du racket et des trafics. Progressivement, l'armée syrienne est supplantée par des milices et des troupes étrangères alliées.
Ainsi, en 2014, l'armée régulière aurait subi la défection d'environ 120 000 soldats et officiers (soit entre 20 et 30 officiers chaque jour), ce qui représente près de 40 % de la totalité des effectifs des forces gouvernementales (estimées à 325 000 hommes en 2011). 
Les effectifs des forces armées syriennes ont considérablement diminué pendant la guerre civile, à cause des pertes militaires et des désertions.
| Année | Armée de terre | Armée de l'Air | Marine | Total : Armée + Force aérienne |
| ----- | -------------- | -------------- | ------ | ------------------------------ |
| 2011  | 220 000        | 100 000        | 5000   | 325 000                        |
| 2014  | 110 000        | 63 000         | 4000   | 177 000                        |

En septembre 2018, Statista Charts estimait que l'Armée arabe syrienne avait perdu 111 avions de combat depuis le début de la guerre civile, dont des drones de reconnaissance et d'attaque. Les Syriens ont perdu la plupart de leurs avions de combat au cours des quatre premières années de la guerre, les pertes ayant considérablement diminué après l'intervention militaire de la Russie en Syrie. Après 2020, Bachar el-Assad fait peu d'efforts pour réhabiliter l'armée des pertes subies. Cela n'était probablement pas dû à un manque de ressources, mais plutôt à un choix délibéré du régime. Cela a affaibli l'armée et l'a rendue vulnérable aux attaques, notamment israéliennes.

## Budget

### Poids dans l'économie
L'armée, comme dans la plupart des pays arabes, a toujours représenté un important facteur de cohésion nationale, supplantant les divisions ethniques ou religieuses. Elle symbolise à bien des égard la colonne vertébrale des régimes nationalistes arabes qui l'utilise pour réaliser une union de la population autour des valeurs défendues par eux. L'armée syrienne a notamment été utilisée par la régime pour faire valoir ses revendications irrédentistes sur le plateau du Golan, après son occupation par les israéliens en 1967.
L'armée syrienne a été par le passé un des moteurs arabes de la guerre contre les Israéliens. Elle est fréquemment intervenue dans les nombreux conflits opposants Israël aux pays arabes.
Après l'échec de l’engagement militaire syrien lors de la guerre israélo-arabe de 1948-1949, la Syrie va treverser une phase instabilité importante et plusieurs coups d'Etat vont être organisés, aboutissant à la prise de pouvoir du parti Baas en 1963, et surtout, le coup d'Etat du général Hafez El-Assad en 1970 et le lancement du Mouvement correctif visant à mettre l'accent sur la défaite d'Israël, en développant massivement l'armée avec le soutien de l' Union soviétique. Surtout, l'arrivée au pouvoir de  Hafez El-Assad va aboutir à la reconstruction de l'appareil d'État, en particulier son noyau dur, l'armée, afin de se créer une garde prétorienne.
Hafez était alaouite, une minorité religieuse en Syrie persécutée et méprisée durant des siècles, il a été lui aussi confronté aux préjugés de la part des sunnites. En conséquence, une fois arrivé au sommet de l'Etat, il va tout faire pour avoir une armée totalement loyale au régime, en favorisant l'embauche et l'avancement d'officiers alaouites au détriment des officiers sunnites. Cette politique va accroitre massivement le ressentiment de la population contre le régime d'Hafez puis de son fils Bachar Al-Assad, qui vont construire leur domination sans partage sur la Syrie.
Cette situation explique que le soulèvement de 2011 ne va pas aboutir, comme en Tunisie ou en Egypte au renversement du régime mais à une guerre civile féroce entre le gouvernement et des manifestants anti régime rejoints par des déserteurs de l'armée, sunnites, face à une armée régulière composée d'officiers alaouites.

### PIB
Avec l'arrivée au pouvoir de Hafez el-Assad en 1971, 70 % du budget annuel du pays était un temps consacré exclusivement à l'armée. 
La Syrie consacrait 6,2 % de son PIB aux dépenses d'armement en 2004, contre 2,6 % pour la France la même année. En 2011, les dépenses militaires représentaient 2,5 milliards de dollars.
Depuis le début de la guerre civile syrienne, les données concernant le budget de la défense ne sont plus communiqués. Toutefois, celui-ci est estimé à 1,8 milliard de dollars en 2019 avec l'effondrement de l’économie et les lourdes pertes de l'armée face aux rebelles.

### Modernisation
L'éclatement de l'Union soviétique, longtemps principale source d'entraînement, de matériel et de crédit pour les forces syriennes, a ralenti la capacité de la Syrie à acquérir des équipements militaires modernes. Elle disposait d'un arsenal de missiles sol-sol. Au début des années 1990, des missiles Scud-C d'une portée de 500 kilomètres ont été achetés à la Corée du Nord, et des versions Golan-1 et Golan-2 produites sous licence de variantes ultérieures de Scud étaient en cours de développement.
La Syrie a reçu une aide financière importante des États arabes du Golfe Persique à la suite de sa participation à la guerre du Golfe de 1990-1991, et une part importante de ces fonds a été affectée aux dépenses militaires. En 2005, la Russie a annulé à la Syrie les trois quarts, soit environ 9,8 milliards de dollars, de sa dette de 13,4 milliards de dollars l'ère soviétique. La Russie a annulé cette dette pour renouveler les ventes d'armes à la Syrie. En 2011, les contrats d'armement avec la Russie, principal fournisseur d'armes de la Syrie, valaient au moins 4 dollars. milliards,,,. La Syrie a mené des recherches et produit des armes de destruction massive.
Ces dernières années, la Syrie a compté sur les achats d'armes russes pour se doter d'armes modernes. Ces achats comprenaient des systèmes antichars et de défense aérienne. Début septembre 2008, le gouvernement syrien a commandé à la Russie des chasseurs MiG-29SMT, des systèmes de défense aérienne Pantsir S1E, des systèmes de missiles tactiques Iskander, des avions Yak-130 et deux sous-marins Amur-1650. Le ministre russe des Affaires étrangères, Sergueï Lavrov, a affirmé que cette vente ne perturberait pas l'équilibre des forces au Moyen-Orient et était « conforme au droit international ».
La Russie souhaitait transformer la base navale russe de Tartous en base permanente. Israël et les États-Unis s'opposent à de nouvelles ventes d'armes à la Syrie, craignant que ces armes ne tombent sous le contrôle de l'Iran ou des combattants du Hezbollah au Liban.

## Organisation et effectifs

### Organisation

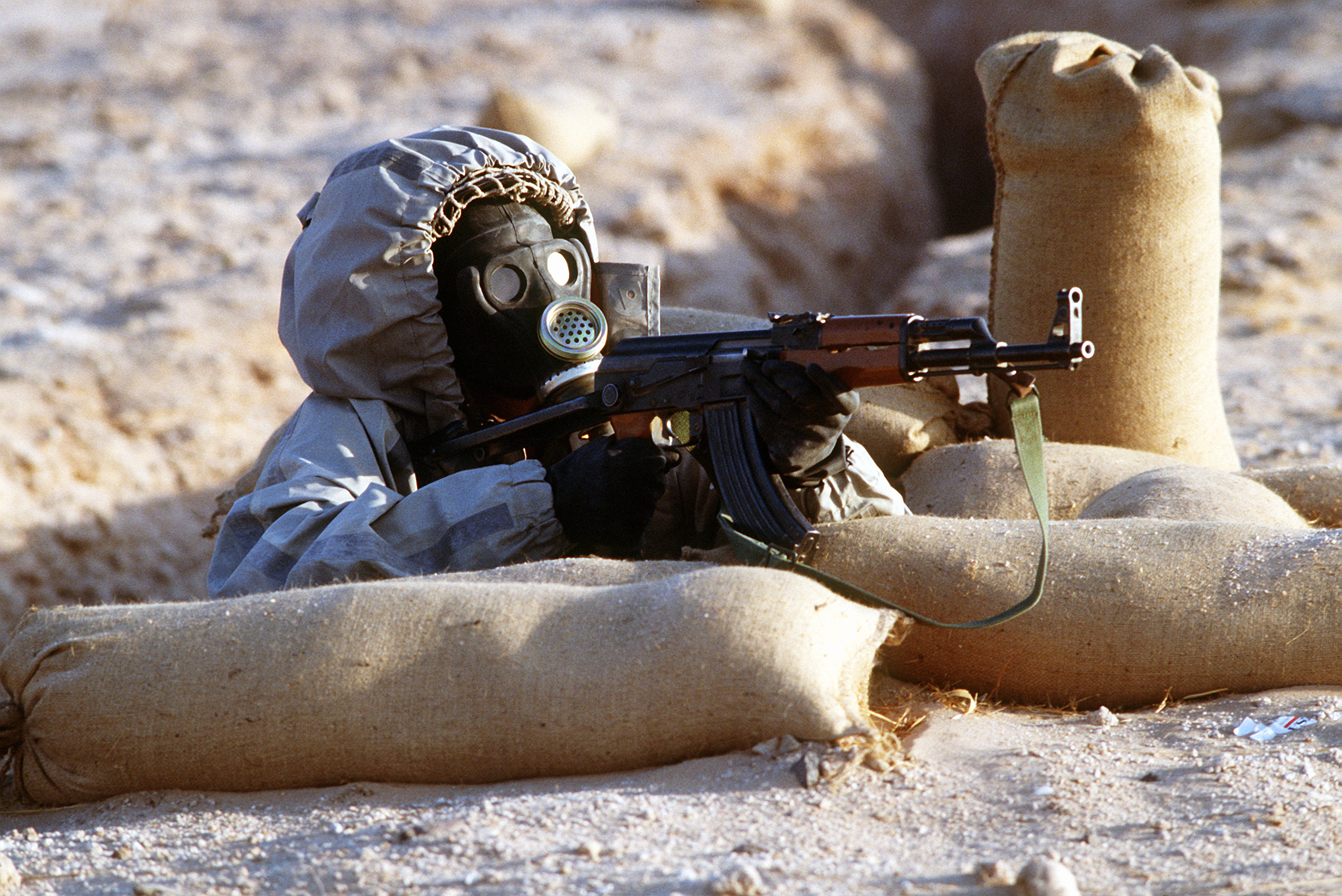
Un soldat syrien tient un fusil d'assaut de type 56 depuis un trou de renard lors d'une démonstration d'activité militaire en Arabie saoudite en 1990. Le soldat porte un masque de guerre nucléaire-biologique-chimique de modèle ShMS de fabrication soviétique.

#### Armée de terre
L'armée syrienne était historiquement l'armée dominante, contrôlait les postes les plus élevés des forces armées et comptait environ 80 % de son personnel. En 1987, Joshua Sinai écrivait que les principaux développements structurels récents étaient la création d'une division des forces spéciales (la 14e division des forces spéciales) et l'organisation des formations terrestres en trois corps. En 2010, l'Institut international d'études stratégiques estimait l'effectif de l'armée régulière ou professionnelle à 220 000, avec 280 000 réservistes supplémentaires. Ce chiffre est resté inchangé dans l'édition 2011 du Military Balance, mais dans l'édition 2013, pendant la guerre, l'IISS estimait l'effectif de l'armée à 110 000 hommes. Fin 2018, les analystes estimaient que l'armée ne comptait que 100 000 soldats prêts au combat.
Après le début de la guerre civile syrienne, les effectifs militaires syriens enrôlés ont diminué de plus de moitié, passant de 325 000 à 150 000 soldats avant la guerre civile en décembre 2014, en raison des pertes, des désertions et des insoumissions, pour atteindre entre 178 000 et 220 000 soldats dans l'armée, en plus de 80 000 à 100 000 forces irrégulières. En 2023, le nombre de soldats syriens actifs était passé à 170 000, mais le nombre de forces paramilitaires et de réserve actives pourrait avoir diminué jusqu'à 50 000.
- 3 Corps d'Armée (Damas, Zebdani...)
- Commandement des missiles (Alep)
- Garde Républicaine
- Autres unités indépendantes
- Unités de réserve

#### Marine de guerre
Elle dispose d’une aptitude aux opérations de lutte anti-sous-marine et de surface.
- Frégates Petya II,
- Patrouilleurs de classe Osa II, armés d'une version améliorée du missile SS-N-2 Styx,
- Vedettes lance-missiles de la classe Komar,
- Hélicoptères de Lutte anti-sous-marine (Kamov Ka-25 Hormone, Kamov Ka-28 (Helix-A), Mi-14PL).

#### Armée de l'air syrienne
L'armée de l'air syrienne a été créée en 1948 et a participé pour la première fois à la guerre israélo-arabe de 1948. Sous le régime baasiste syrien, elle était connue sous le nom d'armée de l'air arabe syrienne jusqu'en 2024. Les systèmes de défense aérienne terrestres étaient regroupés au sein de la Force de défense aérienne syrienne, distincte de l'armée de l'air et de l'armée de terre. Cette force aérienne a été quasiment détruite par l'armée de défense israélienne en décembre 2024, après la chute du régime d'Assad.
- Avions de combat (MiG-29, MiG-25...)
- Avions d'attaque (Su-24, Su-22...)
- Hélicoptères d'attaque (Mil Mi-24, Gazelle...)

### Effectifs

#### Démographie et service militaire
Avec l'arrivée au pouvoir de Hafez el-Assad en 1971, l'armée a commencé à se moderniser et à se transformer. Au cours des dix premières années du règne d'Assad, ses effectifs ont augmenté de 162 %, et de 264 % en 2000. 
Avec son quartier général à Damas, l'armée syrienne se compose de forces aériennes, terrestres et navales. Le personnel actif était estimé à 295 000 en 2011, avec 314 000 réservistes. Les forces paramilitaires étaient estimées à 108 000 en 2011.
En 2011, la majorité de l'armée syrienne est composée de soldats sunnites, mais la plupart des officiers étaient alaouites. Les Alaouites représentaient 12 % de la population syrienne d'avant-guerre, mais 70 % des soldats de carrière de l' armée syrienne . Un déséquilibre similaire est observé dans le corps des officiers, où environ 80 % des officiers sont des Alaouites. Les divisions militaires les plus élitistes, la Garde républicaine et la 4e division blindée, commandées par Maher, le frère de Bachar al-Assad , sont exclusivement alaouites. La plupart des 300 000 conscrits syriens en 2011 étaient sunnites.
Avant le début de la guerre civile syrienne, la durée du service militaire obligatoire diminuait au fil du temps. En 2005, elle a été réduite de deux ans et demi à deux ans, en 2008 à 21 mois et en 2011 à un an et demi. Depuis la guerre civile syrienne, le gouvernement syrien a mis en place un système de rétention pour les personnes en service obligatoire (conservation des conscrits en service après l'expiration de la période spécifiée) et a promulgué de nouvelles réglementations, les citoyens ayant terminé la conscription obligatoire étant appelés dans la réserve. devoir. En 2020, alors que le gouvernement syrien reprenait le contrôle d'une grande partie du territoire syrien, l'état-major général de l'armée et des forces armées a rendu plusieurs décisions de démobilisation du service (rétention et réserve) par lots.
Les soldats des forces armées syriennes sont divisés en deux catégories principales : 
- Les volontaires sont ceux qui rejoignent volontairement ses rangs après avoir atteint l'âge de dix-huit ans, de tous grades, spécialisations et des deux sexes. Ils sont promus selon le règlement intérieur et reçoivent en contrepartie un salaire et une indemnité.

- La conscription où les hommes sont appelés (exclusivement) à servir dans l'armée lorsqu'ils atteignent l'âge de dix-huit ans et jusqu'à l'âge de quarante-deux ans, mais ils sont exemptés du service tant qu'ils sont célibataires avec leur mère, ou n'ont pas d'autre frère capable de prendre soin de leurs parents ou ont un obstacle, un état de santé les empêche d'accomplir le service.

Il existe également des employés civils et des réservistes dans les rangs des forces armées qui sont appelés à servir en temps de guerre et d'urgence.
La guerre civile que connait le pays depuis 2011 a durement éprouvé l'ensemble des forces armées syriennes. La désertion de nombreux soldats de confession sunnite et les violents combats urbains qu'a subie l'armée depuis 4 ans ont réduit considérablement les capacités militaires de la Syrie, qui se voit obligée de demander le soutien et l'appui de forces armées étrangères (Hezbollah, Russie, Iran...). On estime que les forces armées gouvernementales sont passés de 325 000 hommes en 2011 à 150 000 hommes en 2015, pour atteindre 170 000 hommes en 2023.
Selon Le Monde, en 2015, avant l'intervention militaire de la Russie, la situation de l'armée syrienne est catastrophique : « Des trente-six brigades régulières que comptait l’armée, vingt-deux ont disparu corps et biens depuis 2011. Seules quelques compagnies disparates des forces spéciales, la Garde républicaine et la 4e division, des unités quasi exclusivement alaouites, ont survécu au cataclysme, sans être épargnées par la saignée démographique après des années de guerre : elles ne comptent plus qu’un tiers de leurs effectifs et elles étaient alors dispersées aux quatre coins de la Syrie ».
Le 17 septembre 2018, un avion de reconnaissance électronique Iliouchine Il-20 avec 15 personnes à bord est abattu par un missile sol-air S-200, imputé par la Russie à Israël alors qu'il s'agit d'un tir ami syrien.
Les estimations de la diminution de la taille des forces armées au fil du temps incluent 141 400 en juin 2019. (réduction de 50 % selon les sources). En 2023, le nombre de soldats actifs dans l’armée syrienne est passé à 170 000. Toujours en 2023, le nombre de paramilitaires actifs et de forces de réserve dans l'armée syrienne a diminué jusqu'à 50 000.

#### Femmes dans l'armée
En 2013, dans le contexte de la guerre civile syrienne et pour pallier la baisse des effectifs dans l'armée (morts, fuites vers l'Europe, désertions, etc.), le président Bachar el-Assad autorise les femmes à combattre sous uniforme.